# 野口忠直
野口 忠直（のぐち ただなお、1935年〈昭和10年〉2月19日 - 2017年〈平成29年〉3月27日）は、合名会社野口酒造店六代目当主。東京都府中市において第四代市長を12年間務めた。

## 経歴・人物
市内で生まれ育った。明星中学校・高等学校を経て、1958年に学習院大学政経学部経済学科を卒業後、合名会社野口酒造店に勤務し、1978年代表社員社長。1980年から1995年まで府中市収入役。2000年保守分裂選挙を制し、市長に初当選し3期務めた。また2009年全国市長会評議員、2010年東京都市長会監事を務め、2013年には旭日小綬章を受章した。趣味は歌舞伎・落語・観能・美術鑑賞。
2017年3月27日、虚血性心不全のため市内寿町の自宅で死去、82歳。叙従五位。

## 役職
- 東京市町村総合事務組合収入役。
- 府中桜友会顧問。
- 多摩川衛生組合副管理者。
- 財団法人日本太鼓連盟理事。
- 府中地区スマートインターチェンジ社会実験準備会　会長。
- 北多摩神社総代会会長。

## 著書
- 『古い壺に新しい酒を―わがまち府中』（2011年11月、ネット武蔵野）[4]